# Хуг, Мария Тереза
Мария Тереза Хуг (нем. Marie Therese Hug, урождённая Мария Тереза Прусская; 2 мая 1911, Дворец принца Альбрехта, Берлин — 3 января 2005, Вайнхайм) — прусская принцесса по рождению, последняя представительница альбрехтовой ветви дома Гогенцоллернов.
Мария Тереза — дочь принца Фридриха Вильгельма Прусского и его супруги Агаты цу Гогенлоэ-Шиллингсфюрст, правнучка принца Альбрехта, младшего сына короля Пруссии Фридриха Вильгельма III и королевы Луизы.
В 1932 году Мария Тереза вышла замуж за полковника в отставке Рудольфа Хуга. В этом браке родилось одиннадцать детей. В начале 1990-х годов Мария Тереза Хуг опубликовала две книги: «Германия превыше всего» (Deutschland, Deutschland über alles) и «От Мааса до Немана» (Von der Maas bis an die Memel). Умерла в возрасте 93 лет, став долгожительницей дома Гогенцоллернов.